# Шахрисабз
Шахрисабз (на узбекски: Шаҳрисабз или Shahrisabz; на таджикски: Шаҳрисабз; на персийски: شهر سبز) е град в югоизточен Узбекистан, административен център на Шахрисабзки район в Кашкадаринска област. Населението му е около 100 000 души (2014).
Разположен е на 622 m надморска височина на западните склонове на Памиро-Алай, на 68 km южно от Самарканд и на 55 km югозападно от границата с Таджикистан. Градът възниква през VIII век пр.н.е., до XIII век е известен под името Кеш и през различни периоди е сред главните градове на Согдиана, за кратко е и нейна столица. От XVI век е владение на Бухарското ханство, през 1869 година е завладян от Руската империя, а от 1991 година е част от независим Узбекистан.
Шахрисабз е известен като родното място на Тимур, който е роден в село Ходжа-Илгар в покрайнините на града. В края на 14 – началото на 15 в. Шахризабс е негова резиденция. По заповед на Тимур в Шахризабс е построен дворецът Ак Сарай. В града са погребани баща му Мухамад Тарагай и двамата му най-големи синове – Джахангир и Умар шейх.
През 2000 година историческият център на Шахрисабз е включен в Списъка на световното наследство на ЮНЕСКО.